# Pseudochthonius koinopoliteia
Espèce
Pseudochthonius koinopoliteia est une espèce de pseudoscorpions de la famille des Chthoniidae.

## Distribution
Cette espèce est endémique de Bahia au Brésil. Elle se rencontre à Carinhanha dans les grottes Gruna da Água Clara et Gruna do Pedro Cassiano.

## Description
Le mâle holotype mesure 1,69 mm et les femelles paratypes 1,71 et 1,95 mm.

## Systématique et taxinomie
Cette espèce a été décrite par Prado et Ferreira en 2023.

## Publication originale
- Prado & Ferreira, 2023 : « Three new troglobitic species of Pseudochthonius Balzan, 1892 (Pseudoscorpiones, Chthoniidae) from northeastern Brazil. » Zootaxa, no 5249(1), p. 92-110.